# Denis Caniza
Denis Ramón Caniza Acuña appelé plus couramment Denis Caniza, né le 29 août 1974 à Bella Vista Norte, est un ancien footballeur paraguayen.
Il jouait au poste de défenseur avec l'équipe du Paraguay.

## Carrière

### En équipe nationale
Il fait ses débuts internationaux le 9 octobre 1996 contre l'équipe du Chili.
Il est titulaire lors des matchs du Paraguay en coupes du monde 1998 et 2002.
Il dispute 12 des 18 matchs de qualification à la coupe du monde 2006. Caniza participe à la coupe du monde 2006 avec l'équipe du Paraguay.
Il fait partie des 23 joueurs paraguayens sélectionnés pour participer à la coupe du monde 2010. Cela fait de lui le premier joueur paraguayen à participer à quatre phases finales de Coupes du monde.

## Statistiques

### En sélection nationale
| Saison                | Sélection             | Phases finales        | Phases finales | Phases finales | Phases finales | Éliminatoires CDM | Éliminatoires CDM | Éliminatoires CDM | Matchs amicaux | Matchs amicaux | Matchs amicaux | Total | Total | Total |
| Saison                | Sélection             | Compétition           | M              | B              | Pd             | M                 | B                 | Pd                | M              | B              | Pd             | M     | B     | Pd    |
| --------------------- | --------------------- | --------------------- | -------------- | -------------- | -------------- | ----------------- | ----------------- | ----------------- | -------------- | -------------- | -------------- | ----- | ----- | ----- |
| 1996-1997             | Paraguay              | Copa América 1997     | -              | -              | -              | 2                 | 0                 | 0                 | -              | -              | -              | 2     | 0     | 0     |
| 1997-1998             | Paraguay              | Coupe du monde 1998   | 4              | 0              | 0              | 1                 | 0                 | 0                 | 10             | 1              | 0              | 15    | 1     | 0     |
| 1998-1999             | Paraguay              | Copa América 1999     | 3              | 0              | 0              | -                 | -                 | -                 | 5              | 0              | 0              | 8     | 0     | 0     |
| 1999-2000             | Paraguay              | -                     | -              | -              | -              | 5                 | 0                 | 0                 | 3              | 0              | 0              | 8     | 0     | 0     |
| 2000-2001             | Paraguay              | Copa América 2001     | 2              | 0              | 0              | 5                 | 0                 | 0                 | 2              | 0              | 0              | 9     | 0     | 0     |
| 2001-2002             | Paraguay              | Coupe du monde 2002   | 4              | 0              | 1              | 2                 | 0                 | 0                 | 4              | 0              | 0              | 10    | 0     | 1     |
| 2002-2003             | Paraguay              | -                     | -              | -              | -              | -                 | -                 | -                 | 3              | 0              | 0              | 3     | 0     | 0     |
| 2003-2004             | Paraguay              | Copa América 2004     | -              | -              | -              | 4                 | 0                 | 0                 | 1              | 0              | 0              | 5     | 0     | 0     |
| 2004-2005             | Paraguay              | -                     | -              | -              | -              | 5                 | 0                 | 1                 | -              | -              | -              | 5     | 0     | 1     |
| 2005-2006             | Paraguay              | Coupe du monde 2006   | 3              | 0              | 0              | 3                 | 0                 | 0                 | 5              | 0              | 0              | 11    | 0     | 0     |
| 2006-2007             | Paraguay              | Copa América 2007     | -              | -              | -              | -                 | -                 | -                 | 2              | 0              | 0              | 2     | 0     | 0     |
| 2007-2008             | Paraguay              | -                     | -              | -              | -              | 3                 | 0                 | 0                 | 4              | 0              | 0              | 7     | 0     | 0     |
| 2008-2009             | Paraguay              | -                     | -              | -              | -              | 4                 | 0                 | 0                 | 2              | 0              | 0              | 6     | 0     | 0     |
| 2009-2010             | Paraguay              | Coupe du monde 2010   | 1              | 0              | 0              | 1                 | 0                 | 0                 | 5              | 0              | 0              | 7     | 0     | 0     |
| 2010-2011             | Paraguay              | Copa América 2011     | -              | -              | -              | -                 | -                 | -                 | 2              | 0              | 0              | 2     | 0     | 0     |
| Total sur la carrière | Total sur la carrière | Total sur la carrière | 17             | 0              | 1              | 35                | 0                 | 1                 | 48             | 1              | 0              | 100   | 1     | 2     |

## Palmarès
- 100 sélections et 1 but avec l'équipe du Paraguay
- Champion du Paraguay en 1995, 1997, 1998, 1999